# Лилия даурская
Ли́лия дау́рская, или пенсильва́нская (лат. Lílium pensylvánicum) — вид однодольных цветковых растений, входящий в семейство Лилейные (Liliaceae). Включена в подрод Isolirion рода Лилия (Lilium).

## Название
Лилия даурская была впервые описана Джоном Кером в 1805 году под названием «Lilium pensylvanicum». Кер ошибочно дал этому растению эпитет «пенсильванская», хотя эта лилия в Северной Америке не известна. В 1809 году он сделал попытку переименовать её в Lilium dauricum — «даурскую». Под этим названием лилия обычно встречается в литературе. Однако действительного, согласно МКБН, повода для отвержения первоначального Lilium pensylvanicum нет, поэтому правильным с номенклатурной точки зрения является именно ошибочное фактически название.
В народе ее называют сардаана.

## Ботаническое описание

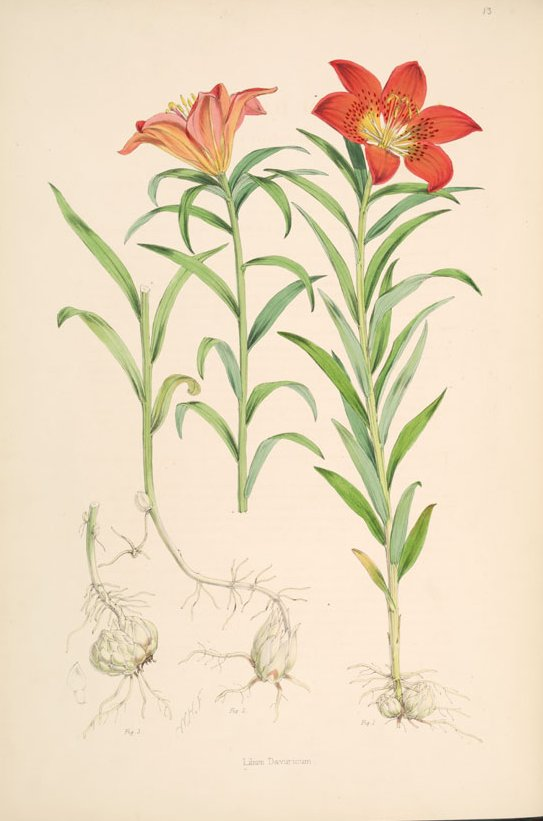

Многолетнее травянистое растение, достигающее 1,4 м в высоту. Стебель жёсткий, угловатый, зелёный, иногда буроватый или сиреневатый, покрытый беловатым войлочным опушением. Луковица крупная, до 7 см в диаметре, шаровидная, белая, острочешуйчатая.
Листья в числе до 20—50, сидячие, линейно-ланцетовидные, до 18 см длиной, нижние горизонтальные, верхние — прижатые к стеблю.
Цветки прямостоячие, на одном растении по 1—5, до 12,5 см в диаметре, с 6 долями околоцветника до 10 см длиной, из которых три внешних (чашелистики) гораздо шире трёх внутренних (лепестков). Листочки околоцветника красно-оранжевые, в основании жёлтые, покрытые фиолетово-коричневыми пятнышками, гладкие. Тычинки с красным пыльником, короче пестика.
Плод — яйцевидная угловатая, уплощённая сверху коробочка около 5×2 см.
В Северной Америке за лилию даурскую иногда принимается другой вид Isolirion, лилия филадельфийская (Lilium philadelphicum, также известная как Lilium umbellatum).

## Распространение
Лилия даурская в дикой природе произрастает в Восточной Сибири и на Дальнем Востоке (в России — Якутия, Амурская область, Хабаровский, Камчатский и Приморский края, Сахалин), а также в Китае, Монголии и Северной Корее.

### Охранный статус
Занесена в красную книгу Якутии. Относиться к || категории (численность популяции сокращается). Лимитирующий фактор хозяйственное освоение территорий, выкопка и сбор на букеты.

### Меры охраны
Охраняется на территориях Олекминского заповедника, национальных парков "Ленские столбы", "Усть-Вилюйский", "Синяя" и ресурсных резерватов "Пилка" и "Эргеджей". Выращивается в Якутском ботаническом саду с 1966г. 

## Значение и применение
Этот вид лилий широко выращивается в качестве декоративного растения, используется для селекции и гибридизации. Известно несколько садовых форм.
Atrosanguineum, Incomparabile, Grandiflorum и Multiflorum обладают кроваво-красными цветками, в середине с жёлтым оттенком. Цветки 'Diadem' красно-оранжевые, с жёлтой каймой у каждой доли околоцветника. Erectum и Bicolor с жёлтыми цветками и красными концами лепестков, у Luteum лепестки и чашелистики ярко-жёлтые, с многочисленными пятнышками. Punctatum и Immaculatum имеют жёлто-оранжевые цветки, у первого сорта густо покрытые пятнышками. Sappho ниже, чем дикое растение, с жёлто-оранжевыми цветками и красно-оранжевыми концами долей околоцветника.
Известны искусственно выведенные гибриды лилии даурской с лилией луковиценосной и лилией пятнистой — Aurantiacum, Cloth of Gold, Sensation и Tottenhami.
Хороший пыльценос. Посещается активно насекомыми-опылителями для сбора пыльцы в течение всего дня. Масса пыльников одного цветка 170,0—200,0 мг, а пыльцепродуктивность 57,0—66,7 мг. Пыльца красноватая, клейкая.

## Классификация

### Таксономия
Вид Лилия даурская входит в род Лилия (Lilium) семейства Лилейные (Liliaceae) порядка Лилиецветные (Liliales).
Очень полиморфный вид, нередко разделяемый на несколько, — например, лилию сахалинскую (Lilium sachalinense).
|  |                                      |  |                                                               |                                                               |                    |  | ещё 9 семейств (согласно Системе APG III) | ещё 9 семейств (согласно Системе APG III) |                    |  |  |  | ещё более 110 видов |
|  |                                      |  |                                                               |                                                               |                    |  | ещё 9 семейств (согласно Системе APG III) | ещё 9 семейств (согласно Системе APG III) |                    |  |  |  | ещё более 110 видов |
|  |                                      |  |                                                               | порядок Лилиецветные                                          |                    |  |                                           |                                           | род Лилия          |  |  |  |                     |
|  |                                      |  |                                                               | порядок Лилиецветные                                          |                    |  |                                           |                                           | род Лилия          |  |  |  |                     |
|  | отдел Цветковые, или Покрытосеменные |  |                                                               |                                                               | семейство Лилейные |  |                                           |                                           | вид Лилия даурская |  |  |  |                     |
|  | отдел Цветковые, или Покрытосеменные |  |                                                               |                                                               | семейство Лилейные |  |                                           |                                           |                    |  |  |  |                     |
|  |                                      |  | ещё 58 порядков цветковых растений (согласно Системе APG III) | ещё 58 порядков цветковых растений (согласно Системе APG III) |                    |  |                                           | ещё 16 родов                              | ещё 16 родов       |  |  |  |                     |
|  |                                      |  |                                                               | ещё 58 порядков цветковых растений (согласно Системе APG III) |                    |  |                                           |                                           | ещё 16 родов       |  |  |  |                     |

### Синонимы
- Lilium bulbiferum subsp. dauricum (Ker Gawl.) Baker, 1871
- Lilium bulbiferum var. wilsonii (T.Moore) Baker, 1873
- Lilium catesbaei Kunth, 1843, nom. illeg.
- Lilium dauricum Ker Gawl., 1809
- Lilium formosum Lem., 1865
- Lilium maculatum subsp. dauricum (Ker Gawl.) H.Hara, 1963
- Lilium maculatum var. dauricum (Ker Gawl.) Ohwi, 1965
- Lilium sachalinense Vrishcz, 1968
- Lilium spectabile Link, 1821
- Lilium umbellatum hort. ex Baker, 1875, nom. illeg.
- Lilium wilsonii T.Moore, 1868